# Dynamo - Magie impossibili
Dynamo - Magie impossibili (Dynamo: Magician Impossible) è un programma televisivo documentaristico inglese che ha per presentatore l'illusionista Steven Frayne, conosciuto come Dynamo da cui prende nome il programma. In Inghilterra andava in onda sulla rete televisiva Watch e Universal Networks International, mentre in Italia andava in onda su Discovery Channel e su DMAX.
Il programma è in formato 16:9 ad alta definizione.

## Trama
Il programma, presentato dall'omonimo illusionista, mostra magie e illusioni sperimentati sulle persone in varie città.

## Episodi
Il programma ha prodotto in totale 4 stagioni contenenti 4 episodi ciascuna, ognuno di circa 40 minuti.
| Stagione | Episodi | Prima TV UK | Prima TV Italia |
| -------- | ------- | ----------- | --------------- |
| 1        | 4       | 2011        | 2012            |
| 2        | 4       | 2012        | 2013            |
| 3        | 4       | 2013        | 2014            |
| 4        | 4       | 2014        | 2014            |